# Cécile Degos
 (février 2025).
Pour les articles homonymes, voir Degos.
Cécile Degos est une scénographe, née à Paris,.

## Biographie
Cécile Degos étudie à l'École nationale supérieure des arts décoratifs de Paris et collabore avec Richard Peduzzi pendant 10 ans. Parallèlement, elle réalise d'autres scénographies et travaille avec  Jérôme Deschamps et Macha Makeïeff pour plusieurs de leurs représentations.
Elle commence sa carrière de scénographe d'exposition en 2005 au Musée d'Orsay (l’Art Russe).
Elle multiplie dès lors les expositions et les décors.

## Expositions
Son travail est reconnu en France et à l'étranger au travers de ses scénographies d’expositions monographiques de Jean-Michel Basquiat, Sol LeWitt, Keith Haring, ou Pablo Picasso, Hans Hartung ,
mais aussi de scénographies historiques telles que  L'Art en guerre au musée d'art moderne de la ville de Paris et au Musée Guggenheim (Bilbao), Les Désastres de la guerre (Louvre-Lens) ou la création du nouveau musée de la Légion étrangère à Aubagne.
La Royal Academy of Arts lui fait appel et multiplie les collaborations : Charles 1st, King and Collector, Picasso and paper  et  Spain and the Hispanic World, collection de l’Hispanic Society.
La Bourse de commerce de Paris Collection Pinault lui confie également l’ensemble des scénographies pour et depuis l’ouverture : Ouvertures, Felix Gozalez Torres- Roni Horn, Une seconde d’éternité.
Elle signe en 2022 la scénographie de la Vente Hubert de Givenchy, collectionneur pour Christie's,.
A partir de 2015, elle rénove les Grands Appartements du Palais de Monaco pour Albert II (prince de Monaco), et en 2023, elle met en scène une exposition sur Pablo Picasso au palais princier, Pablo Picasso et l’antiquité,,.

## Prix et nominations
- Exposition Basquiat : Globe de Cristal
- Exposition l’Art en guerre : Prix de l’exposition Historia et El Pais
- Exposition Charles 1er, King & Collector : Prix de l’exposition de l'année 2018 [14]

- Légionnaire d’Honneur 1re classe  de la Légion étrangère[15]
- Elle fait l’objet d’un mémoire d’une élève de Sciences Politiques Paris sur la Scénographie : « Le Cas Cécile Degos »[16]

## Scénographie
- 2003 - Décors pour Les Etourdis  de Jérôme Deschamps et  Macha Makeïeff
- 2004 - Théâtre du Châtelet : décors pour l'opéra Angels in America avec B. Hendrix et J. Migenes
- 2005 - Musée d'Orsay: exposition L'Art russe
- 2006 - Théâtre des Champs-Élysées: décors pour Era La Notte[17] avec Anna Caterina Antonacci.
- 2006 - Cité de la musique Mozart Short Cuts
- 2008 - Musée d'Orsay : exposition Calotypes Anglais
- 2008 - Musée du Louvre : exposition Mantegna
- 2008 - Théâtre du Châtelet et Los Angeles Opera : décors de The Fly[18] avec D. Cronenberg, P. Domingo, H. Shore
- 2009 - Musée d'art moderne de la ville de Paris Expositions Deadline et G. Chirico
- 2009 - Musée d'art moderne de la ville de Paris  Expositions Jean-Michel Basquiat et Dynasty
- 2010 - Musée du Louvre Exposition Antiquité rêvée
- 2011 - Musée d'art moderne de la ville de Paris Expositions Van Dongen et General Idea
- 2012 - Musée d'art moderne de la ville de Paris Exposition L’Art en Guerre
- 2012 - Centre Pompidou-Metz : exposition Sol LeWitt[19],[20],[21]
- 2012 - Fondation Cartier pour l'art contemporain: exposition Yue Minjun
- 2012 - Gagosian Gallery, Paris: exposition Micro Mania
- 2013 - Musée Guggenheim (Bilbao):  Exposition L’Art en Guerre
- 2013 - Musée d'art moderne de la ville de Paris: exposition Keith Haring
- 2013 - Musée de la Légion étrangère: extension et réhabilitation[22]
- 2013 - Grimaldi Forum Monaco: exposition Monaco fête Picasso[23],[24]
- 2014 - Musée d'art moderne de la ville de Paris: exposition Lucio Fontana, la rétrospective
- 2014 - Musée du Louvre-Lens: exposition Les Désastres de la guerre[25]
- 2015 - Manufacture de Sèvres : La manufacture des lumières[26]
- 2015 - Musée Fabre : L'âge d'or à Naples
- 2015 - Musée d'art moderne de la ville de Paris: Marcus Lupertz[27]
- 2016 - MuCEM : Made in Algeria[28],[29],[30] ,[31]
- 2016 - Musée de la grande chancellerie de la légion d'honneur
- 2016 - Musée d'art moderne de la ville de Paris : Albert Marquet
- 2016 - Fondation Louis Vuitton avec Suzanne Pagé :  BENTU des artistes chinois dans la turbulence des mutations[32]
- 2016 - Musée de la légion étrangère d'Aubagne :  Beau geste Hans Hartung, peintre et légionnaire  avec Fabrice Hergott[33],[34],[35],[36]
- 2016 - Ministère de la Culture et de la Communication :Journées Européennes du Patrimoine[37]
- 2016 - Musée d'art et d'histoire du judaïsme: Arnold Schönberg, peindre l'âme[38],[39]
- 2016 - Musée de l'Orangerie, Orsay :  La peinture américaine des années 1930[40]
- 2016 - Musée de la Légion d'honneur[41]
- 2017 - Musée d'art moderne de la ville de Paris : Karel Appel[42]
- 2017 - Saison Picasso, Rouen
- 2017 - Musée national Picasso - Paris : Olga Picasso, Commissariat assuré par Bernard Ruiz-Picasso, Joachim Pissarro et Emilia Philippot
- 2017 - Musée de l'Orangerie - Orsay : Tokyo-Paris Chefs-d'œuvre du Bridgestone Museum of Art, Collection Ishibashi Foundation
- 2017 - Musée d'art moderne de la ville de Paris : Derain, Balthus, Giacometti, Commissariat assuré par Jacqueline Munck
- 2018 - Musée de Grenoble : Servir les dieux d’Égypte
- 2018 - Charles 1st, King and collector, Royal Academy of Arts Londres
- 2019 - Colloque international Musée du Louvre « Le musée en scène : regards critiques sur la muséographie 1969-2019»[43]
- 2020 - Musée d'Art moderne de Paris: Hans Hartung[44], Thomas Houseago[45],[46], Sarah Moon[47]
- 2020 - Picasso and Paper Royal Academy of Arts Londres[48]
- 2021 - Ouverture et Tout n’est qu’influence, Galerie Emmanuel Perrotin, 8 matignon[49]
- 2021 - « Tempêtes et naufrages. De Vernet à Courbet », organisée par le Musée de la Vie romantique[50]
- 2021 - Juifs d’Orient[51], et Raymond Depardon / Kamel Daoud (écrivain) Institut du monde arabe[52]
- 2022 - Fata Morgana au Jeu de paume (centre d'art)
- 2022 - Hubert de Givenchy,Christie's[53],[54],[55]
- 2022 - Bourse de commerce de Paris Collection Pinault[56]
- 2022 - Palais de Monaco - Scénographie des grands appartements du Palais Princier
- 2022 - Gérard Schneider, Galerie Emmanuel Perrotin 8 Matignon[57],[58]
- 2022 - Musée d'art moderne de la ville de Paris, Oskar Kokoschka[59],[60]
- 2023 - Royal Academy of Arts Londres, Spain and Hispanic World Treasures[61]
- 2023 - La cite universitaire de Jean Prouvé, Galerie Emmanuel Perrotin / Galerie François Laffanour[62],[63],[64]
- 2023 - Bourse de commerce de Paris Collection Pinault, lui confie également l’ensemble des scénographies pour et depuis l’ouverture : Expositions, Felix Gozalez Torres- Roni Horn, Commissariat Caroline Bourgeois Martin Béthenod, Expositions Une seconde d’éternité, Avant l'Orage, Commissariat Emma Lavigne
- 2023 - Musée d'art moderne de la ville de Paris, Anna-Eva Bergman, Voyage vers l’intérieur[65]
- 2023 - Salvo, Galerie Emmanuel Perrotin[66],[67]
- 2023 - Exposition "Just Phriends" Pharrell Williams / Joopiter  - Sarah Andelman[68],[69],[70],[71]
- 2023 - Palais de Monaco, Pablo Picasso et l’Antiquité[72],[73],[74]